# 석문초등학교
석문초등학교는 대한민국 충청남도 당진시 석문면 통정리에 있는 공립 초등학교이다.

## 학교 연혁
| 1924년 | 4월 28일  | 석문공립보통학교(4년제) 개교설립인가 3월 31일 |
| 1929년 | 5월 10일  | 6년제 인가                                    |
| 1938년 | 4월 1일   | 석문공립심상소학교 개칭                       |
| 1941년 | 4월 1일   | 석문공립국민학교 개칭                         |
| 1952년 | 4월 1일   | 석문국민학교로 개칭                           |
| 1981년 | 3월 6일   | 병설유치원 개원(설립인가 3월 2일)             |
| 1996년 | 3월 1일   | 석문초등학교 개칭                             |
| 2003년 | 11월 10일 | 특별실 증축(체육실, 음악실, 과학실, 도서실)   |
| 2006년 | 11월 13일 | 영어체험실 개설                               |
| 2007년 | 12월 10일 | 도서실 현대화 사업                            |
| 2016년 | 2월 16일  | 제89회 졸업식 (졸업생 수 총 6,329명)          |
| 2016년 | 3월 1일   | 초등 8학급, 병설유치원 1학급 편성·운영        |
| 2017년 | 2월 9일   | 제90회 졸업식 (졸업생 수 총 6,333명)          |
| 2017년 | 3월 1일   | 초등 9학급, 병설유치원 1학급 편성·운영        |
| 2018년 | 2월 7일   | 제91회 졸업식 (졸업생 수 총 6,353명)          |
| 2018년 | 3월 1일   | 초등 8학급, 병설유치원 1학급 편성·운영        |
| 2024년 | 4월 28일  | 개교 100주년                                  |

## 학교 상징
- 교목(校木) - 소나무
- 교화(敎化) - 개나리
- 교조(敎條) - 까치

## 참고 자료
- 석문초등학교 - 한국교육학술정보원 학교알리미